# VM i banecykling 2008
Verdensmesterskaberne i banecykling 2008 var det 103. VM i banecykling og blev arrangeret af UCI. 

## Medaljevindere
| Konkurrence            | Guld                                                                         | Guld        | Sølv                                                                                      | Sølv     | Bronze                                                                   | Bronze   |
| ---------------------- | ---------------------------------------------------------------------------- | ----------- | ----------------------------------------------------------------------------------------- | -------- | ------------------------------------------------------------------------ | -------- |
| Herrernes konkurrencer |                                                                              |             |                                                                                           |          |                                                                          |          |
| Sprint                 | Chris Hoy · Storbritannien                                                   |             | Kévin Sireau · Frankrig                                                                   |          | Mickaël Bourgain · Frankrig                                              |          |
| 1000 meter             | Teun Mulder · Holland                                                        | 1:01.332    | Michaël D'Almeida · Frankrig                                                              | 1:01.514 | François Pervis · Frankrig                                               | 1:01.574 |
| Ind. forfølgelsesløb   | Bradley Wiggins · Storbritannien                                             | 4:18.519    | Jenning Huizenga · Holland                                                                | 4:23.474 | Alexei Markov · Rusland                                                  | 4:21.097 |
| Holdforfølgelsesløb    | Ed Clancy · Geraint Thomas · Paul Manning · Bradley Wiggins · Storbritannien | 3:56.322 WR | Michael Færk Christensen · Casper Jørgensen · Jens-Erik Madsen · Alex Rasmussen · Danmark | 3:59.381 | Graeme Brown · Mark Jamieson · Bradley McGee · Luke Roberts · Australien | 4:00.089 |
| Holdsprint             | Grégory Baugé · Kévin Sireau · Arnaud Tournant · Frankrig                    | 43.271      | Ross Edgar · Chris Hoy · Jamie Staff · Storbritannien                                     | 43.777   | Theo Bos · Teun Mulder · Tim Veldt · Holland                             | 43.718   |
| Keirin                 | Chris Hoy · Storbritannien                                                   |             | Teun Mulder · Holland                                                                     |          | Christos Volikakis · Grækenland                                          |          |
| Scratch                | Aliaksandr Lisouski · Hviderusland                                           |             | Wim Stroetinga · Holland                                                                  |          | Roger Kluge · Tyskland                                                   |          |
| Pointløb               | Vasil Kiryienka · Hviderusland                                               | 24          | Christophe Riblon · Frankrig                                                              | 23       | Peter Schep · Holland                                                    | 19       |
| Parløb (Madison)       | Mark Cavendish · Bradley Wiggins · Storbritannien                            | 19          | Roger Kluge · Olaf Pollack · Tyskland                                                     | 13       | Michael Mørkøv · Alex Rasmussen · Danmark                                | 11       |
| Omnium                 | Hayden Godfrey · New Zealand                                                 | 19          | Leigh Howard · Australien                                                                 | 28       | Aliaksandr Lisouski · Hviderusland                                       | 35       |
| Damernes konkurrencer  |                                                                              |             |                                                                                           |          |                                                                          |          |
| Sprint                 | Victoria Pendleton · Storbritannien                                          |             | Simona Krupeckaitė · Litauen                                                              |          | Jennie Reed · USA                                                        |          |
| 500 meter              | Lisandra Guerra · Cuba                                                       | 34.021      | Simona Krupeckaitė · Litauen                                                              | 34.066   | Sandie Clair · Frankrig                                                  | 34.253   |
| Ind. forfølgelsesløb   | Rebecca Romero · Storbritannien                                              | 3:30.501    | Sarah Hammer · USA                                                                        | 3:37.006 | Katie Mactier · Australien                                               | 3:32.347 |
| Holdforfølgelsesløb    | Wendy Houvenaghel · Rebecca Romero · Joanna Rowsell · Storbritannien         | 3:22.415 WR | Svitlana Halyuk · Lesya Kalytovska · Lyubov Shulika · Ukraine                             | 3:29.744 | Charlotte Becker · Verena Joos · Alexandra Sontheimer · Tyskland         | 3:26.960 |
| Holdsprint             | Victoria Pendleton · Shanaze Reade · Storbritannien                          | 33.661      | Gong Jinjie · Zheng Lulu · Kina                                                           | 34.223   | Dana Glöss · Miriam Welte · Tyskland                                     | 34.036   |
| Keirin                 | Jennie Reed · USA                                                            |             | Victoria Pendleton · Storbritannien                                                       |          | Christin Muche · Tyskland                                                |          |
| Scratch                | Ellen van Dijk · Holland                                                     |             | Yumari Gonzalez Valdivieso · Cuba                                                         |          | Belinda Goss · Australien                                                |          |
| [Pointløb              | Marianne Vos · Holland                                                       | 33          | Trine Schmidt · Danmark                                                                   | 25       | Vera Carrara · Italien                                                   | 20       |

## Medaljeoversigt
| Placering | Land           | Guld | Sølv | Bronze | Total |
| --------- | -------------- | ---- | ---- | ------ | ----- |
| 1         | Storbritannien | 9    | 2    |        | 11    |
| 2         | Holland        | 3    | 3    | 2      | 8     |
| 3         | Hviderusland   | 2    |      | 1      | 3     |
| 4         | Frankrig       | 1    | 3    | 3      | 7     |
| 5         | USA            | 1    | 1    | 1      | 3     |
| 6         | Cuba           | 1    | 1    |        | 2     |
| 7         | New Zealand    | 1    |      |        | 1     |
| 8         | Danmark        |      | 2    | 1      | 3     |
| 9         | Litauen        |      | 2    |        | 2     |
| 10        | Tyskland       |      | 1    | 4      | 5     |
| 11        | Australien     |      | 1    | 3      | 4     |
| 12        | Kina           |      | 1    |        | 1     |
| 12        | Ukraine        |      | 1    |        | 1     |
| 14        | Grækenland     |      |      | 1      | 1     |
| 14        | Italien        |      |      | 1      | 1     |
| 14        | Rusland        |      |      | 1      | 1     |
| Total     | Total          | 18   | 18   | 18     | 54    |